# Abou Maria al-Qahtani
Abou Maria al-Qahtani, nom de guerre de Maysar Ali Musa Abdallah al-Joubouri, né le 1er juin 1976 à Mossoul en Irak et mort le 4 avril 2024 à Sarmada (en), près d'Idleb en Syrie, est un djihadiste irakien.

## Biographie
Abou Maria al-Qahtani naît en 1976 à Mossoul dans la province de Ninive en Irak, fait ses études à l'université de Mossoul et obtient un diplôme de gestion. Il fait partie des Fedayin Saddam jusqu'à la guerre d'Irak,. Il intègre notamment l'Armée de Jérusalem (en) et est formé pour une éventuelle mission-suicide en Israël. Après l'invasion de l'Irak par les États-Unis, il perd son travail lors de la dissolution de l'armée irakienne, devient officier dans la police fédérale, mais déserte en 2004 pour rejoindre les insurgés djihadistes,. 
Arrêté en 2004 et libéré quelques années plus tard, il devient ensuite chef de la police religieuse de l'État islamique d'Irak. Blessé en 2010, il part ensuite en Syrie pour se faire opérer. 
Proche d'Abou Mohammed al-Joulani, il fait partie à la fin de l'année 2011 des fondateurs du Front al-Nosra dont il devient mufti et qadi,. Le 11 décembre 2012, il est désigné comme terroriste mondial par le Département du Trésor des États-Unis. Au cours de la guerre civile syrienne, il sert également d'intermédiaire pour traiter avec d'autres chefs de la rébellion, notamment Zahran Allouche, le dirigeant de Jaych al-Islam,. Lors de la « fitna » qui oppose en 2013 le Front al-Nosra et l'État islamique en Irak et au Levant, il s'oppose de manière particulièrement virulente à la fusion et soutient Abou Mohammed al-Joulani qui refuse de prêter allégeance à Abou Bakr al-Baghdadi,. Alors présent dans le gouvernorat de Deir ez-Zor, il subit une tentative d'assassinat de la part de l'État islamique le 31 mars 2013 et manque d'être tué le 25 novembre 2013 par un engin explosif,. À la même période, il aurait également exécuté personnellement un officier alaouite de l'armée syrienne,.
À l'été 2014, il quitte le gouvernorat de Deir ez-Zor au moment de l'offensive qui permet à l'État islamique de s'emparer de la région. Il trouve alors refuge dans le gouvernorat de Deraa accompagné de 700 personnes, combattants et membres de leurs familles. Particulièrement virulent contre l'État islamique, même parmi les chefs du Front al-Nosra, et manquant de compromis à l'égard des autres groupes, al-Qahtani est démis de sa fonction de chef religieux du Front al-Nosra et est remplacé par le Jordanien, Sami al-Oreidi, dit Abou Mahmoud al-Shami. Il plaide alors pour une rupture du Front al-Nosra avec al-Qaïda.
En janvier 2016, al-Qahtani annonce la fondation d'un nouveau groupe, Ahrar al-Charkiya, constitué en partie de combattants originaires du gouvernorat de Deir ez-Zor, mais il n'en prend pas la direction. Bien que marginalisé, al-Qahtani demeure au sein du Front al-Nosra, puis de Hayat Tahrir al-Cham.
Al-Qahtani est arrêté en août 2023 par Hayat Tahrir al-Cham, et emprisonné à la suite d'accusation de « trahison ». Il est cependant libéré le 7 mars 2024 par le groupe, qui le déclare blanchi des accusations portées contre lui.
Le 4 avril 2024, al-Qahtani est tué dans un attentat suicide à Sarmada (en), près d'Idleb. Selon l'OSDH, deux autres personnes sont grièvement blessées par l'explosion. Hayat Tahrir al-Cham impute aussitôt l'attaque à l'État islamique. Amjad, le site d'information du groupe, déclare alors qu'al-Qahtani « a péri en martyr dans une lâche attaque menée par un membre de l'EI équipé d'une ceinture explosive ».